# 那賀川町芳崎
那賀川町芳崎（なかがわちょうほうざき）は、徳島県阿南市の大字。2010年10月1日現在の人口は345人、世帯数は108世帯。郵便番号は〒779-1113。

## 地理
阿南市の北部に位置。東は紀伊水道に面し、さらに東の一部から南は苅屋川を挟んで那賀川町苅屋、北は中崎町今津浦に接する。沿岸部ではあるが稲作中心の農業地帯で、ほとんどが兼業農家である。

### 河川
- 苅屋川

## 歴史
2006年（平成18年）3月20日に那賀郡那賀川町が阿南市と合併し、阿南市那賀川町芳崎になる。

## 施設
- 金刀比羅神社

## 交通

### 道路
国道
- 国道55号（阿南道路）